# Othmar Kirchmair
Othmar Kirchmair (...) è un ex sciatore alpino austriaco.

## Biografia
Specialista dello slalom speciale, Kirchmair vinse la medaglia di bronzo ai Campionati austriaci 1976 e gareggiò anche in Coppa del Mondo fino al 1978, senza ottenere risultati di rilievo. Non prese parte a rassegne olimpiche e non ottenne piazzamenti ai Campionati mondiali.

## Palmarès

### Campionati austriaci
- 1 medaglia:
  -  1 bronzo (slalom speciale nel 1976)[senza fonte]